# Asil
Asil Group Galați, este o companie producătoare de articole de hârtie și servețele umede din România.
Grupul Asil a intrat pe piața românească a produselor din hârtie în 1993.
În topul vânzărilor firmei se află hârtia igienică, șervețelele, rolele prosop, batistele și șervetele umede.
Compania a înregistrat în primul semestru din 2007 o cifră de afaceri de 8,1 milioane euro.
Număr de angajați în 2007: 342